# Herma Pastir
Herma: »Pastir« (gr. Hermas: »Poimen«), propovjednik pokore, nastanak Pastira u vrijeme pape Pija I. (oko 140-155). 

## Život
O njegovu životu ne znamo puno, osim što se u Muratorijevu fragmentu doznaje da je brat pape Pija I i suvremenik Klementa Rimskog.

## Djela
- Pastir koji je napisao Herma, koga spominje poslanica Rimljanima (16,14). Pisac govori o sebi da ga je kupila neka Rimljanka Rode koja mu je udijelila slobodu. Stekao je veliki imetak koji je ubrzo izgubio te sada blizu Rima ima njivu koju obrađuje. Oženjen je i ima djecu koja su hulila ime Božje i žena koja ne zna obuzdavati svoga jezika. Jednog je dana vidio svoju nekadašnju gospodaricu Rode kako se kupa u Tiberu; te joj pomogao izaći iz vode. Videći njezinu ljepotu javila mu se požuda, a poslije se Bog na njega srdi u snu, što je imao takvu želju prema njoj. Mnogi misle da ono što Herma govori o svojoj ženi i djeci ne odnosi se na njegovu vlastitu obitelj, nego na Crkvu a anegdota s Rodom je izmišljena da bi se bolje objasnilo ono što ubiti Herma želi postići, a to je propovjedanje pokore.

## Nauk
Današnji Pastir sastoji se od 3 dijela: Viđenja (ima ih 5); Zapovjedi (ima ih 12); Poredbe (ima ih 10). Euzebije stavlja pastira među apokrife, ali izvješćuje da se Pastir javno čita u Crkvama i da se upotrebljava u pružanju poduke katekumenima. Herma je svoje djelo napisao kao navješćivanje pokore (metanoia), te o tome da poslije krštenja postoji samo jedna pokora. Također knjiga je bila shvaćena kao priručnik kršćanskog morala, uputa u kršćanski život, temeljno štivo za duhovnu izgradnju. Po književnoj vrsti Pastir spada među apokalipse, jer sve što Herma naučava, saopčile su mu osobe s neba, ili je riječ o postupku da se kroz izmišljene vizije iznese određeno učenje.
Čitajući Pastira uočljivo je da stavlja veći naglasak na moralno izlaganje nego na teološko.

### Kristologija
U čitavom se »Pastiru« uopće ne pojavljuje ime Isus, ni ime Krist. Naslov Gospodin redovito se upotrebljava za Boga, tj. Oca; tek na nekoliko mjesta se Gospodin pridaje i Sinu Božjemu. Krist se pojavljuje kao sluga, s tim da ne dolazi potpuno na vidjelo njegova božanska moć.  Pogotovu ne spominje takozvane Logos-kristologije.

### Ekleziologija
Bitna je Hermina misao o Crkvi. Ona je glavni predmet njegova vizionarstva, prvenstveno u liku žene i kule koja se gradi - na stijeni koja je Krist. Herma je učio da izvan Crkve nema spasenja. Osim što govori o Crkvi kao ženi-Gospođi, vidi je također i kao zaručnicu Kristovu. Herma poznaje i određeni stupanj organiziranosti crkvene zajednice.